# 屋外
| ウィキペディアには「屋外」という見出しの百科事典記事はありません（タイトルに「屋外」を含むページの一覧/「屋外」で始まるページの一覧）。 代わりにウィクショナリーのページ「屋外」が役に立つかもしれません。 |